# 流杉パーキングエリア
流杉パーキングエリア（ながれすぎパーキングエリア）は、富山県富山市流杉にある北陸自動車道のパーキングエリアである。

## 道路
- E8 北陸自動車道

直接接続
- 市道

間接接続
- 富山県道56号富山環状線

## 施設

### 上り線（米原・高山方面）
- 駐車場
  - 大型 15台[2]
  - 小型 26台[2]
- トイレ
  - 男性 大3・小3
  - 女性 5
  - 車椅子用 1
- 自動販売機

### 下り線（新潟方面）
- 駐車場
  - 大型 15台[2]
  - 小型 26台[2]
- トイレ
  - 男性 大3・小3
  - 女性 5
  - 車椅子用 1
- 自動販売機

## スマートインターチェンジ
富山市東部・立山町方面と北陸自動車道とのアクセス向上や緊急医療施設への搬送時間の短縮を目的に、当PAにスマートインターチェンジを設置する計画が進められてきた。2008年（平成20年）3月29日から2009年（平成21年）3月31日までスマートICの社会実験を実施した。同年4月1日からは常設のスマートICとしての供用を開始した。富山県内でのスマートICの本格導入例としては、同じ北陸道の入善PAに続き2例目である。なお、実験時での1日あたりの通行台数は1605台となった。

## 隣
E8 北陸自動車道
(22)富山IC - (22-1)流杉PA/スマートIC - (23)立山IC